# 塞比卡 (明尼苏达州)
塞比卡（Sebeka）是美国明尼苏达州沃迪纳县的一座城市，根據2010年人口普查，當地人口有711人，其中97.89%為白人、0.42%為非洲裔美国人、0.14%為美洲原住民。0.84%為西班牙裔或拉丁裔。